# 便覧

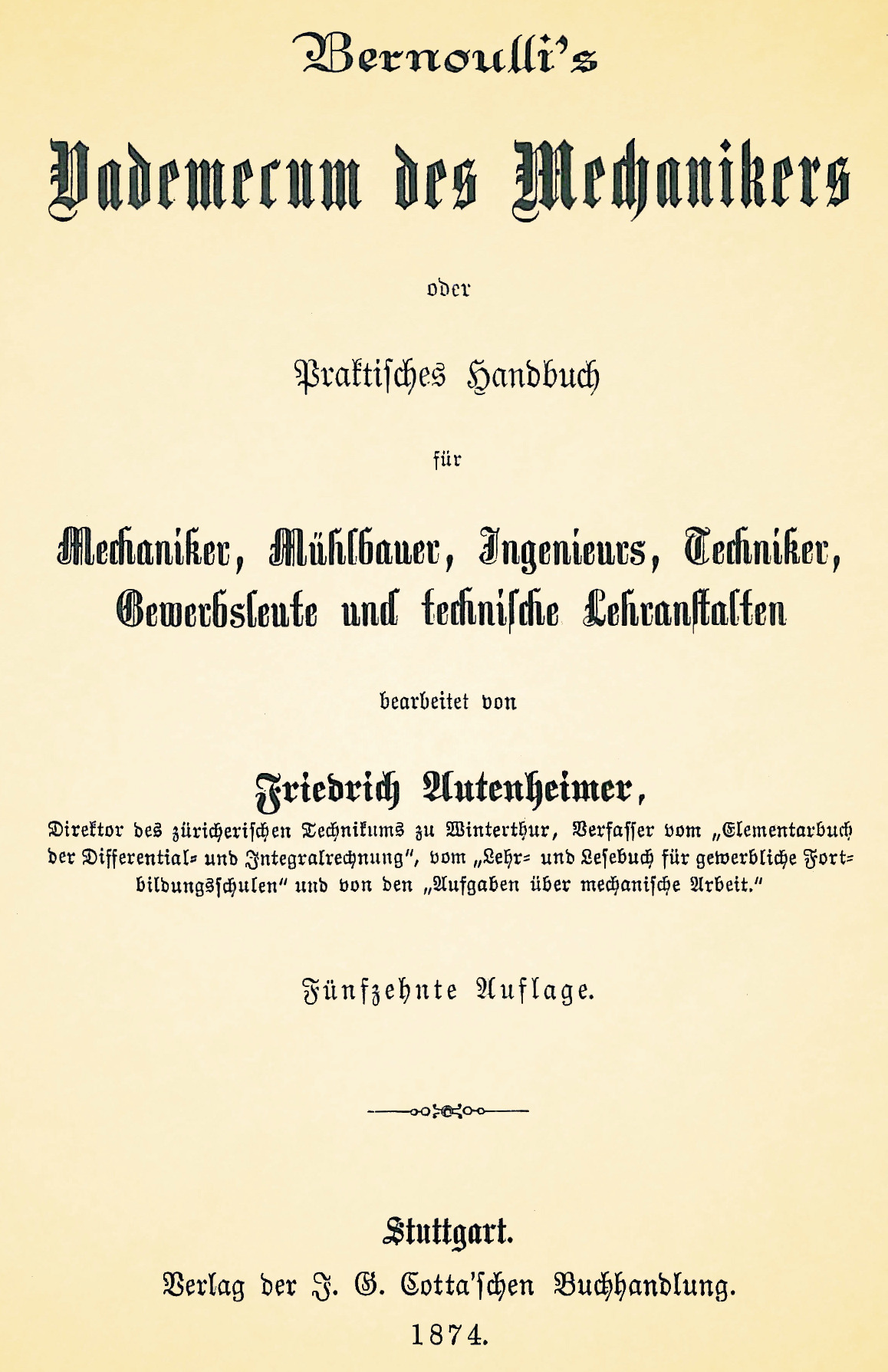
1874年ドイツの機械職人、水車大工、エンジニア 技術者、商人と技術学校のためのハンドブック

便覧（びんらん、べんらん）は、特定の分野で必要な事項を簡潔に説明し、必要な時に必要な項目を即座に確認できるようにした参考図書の一種である。
ハンドブックとも呼ばれる。
便覧の規模はさまざまであり、小冊子形式もあれば、主題別の百科事典と変わらない巨大なものもある（たとえばJISハンドブックは非常に大きい）。

## ハンドブックの例
- 作業手順をまとめた物は、マニュアルと呼ばれる。
- 観光名所をまとめた物は、旅行ガイドブックと呼ばれる

## vade mecum
vade mecumはラテン語で便覧を指す言葉で、ラテン語圏で主に使われる。ラテン語でvade「行け」と mēcum「私と一緒に」を組み合わせた成句で、「一緒に連れて行って」という意味である。
大まかな各種の祈祷文，聖書の抜粋をまとめて、司祭が祭壇上で用いたミサ典書（Vade mecum）の起源は、5世紀初頭までさかのぼる。
ブラジル
ブラジルでは、法令参考書のタイトルになっており、毎年発行され、携帯端末にも配信されている。

## 参考資料
1. ↑  両方の読みがある。古い辞書では「べんらん」が多い。文化庁「「便覧」み」『言葉に関する問答集 総集編』大蔵省印刷局、1995年、355頁。ISBN 4171960002。
2. ↑  ミサ典書（コトバンク）
3. ↑  Ottorino Baseggio. Ipod e iTunes. La guida tascabile per utilizzare al meglio iPod e iTunes Apogeo Editore [S.l.] p. 195. ISBN 8850323204, ISBN 9788850323203.